# Distribuzione chi quadrato
Nella teoria della probabilità la distribuzione chi quadrato (o chi-quadro, indicata con {\displaystyle \chi ^{2}}) è la distribuzione di probabilità della somma dei quadrati di variabili aleatorie normali indipendenti.
In statistica, il test chi quadrato è un particolare test di verifica d'ipotesi che fa uso di questa distribuzione.

## Definizione
La distribuzione {\displaystyle \chi _{k}^{2}} è la distribuzione di probabilità della variabile aleatoria definita come
{\displaystyle \chi _{k}^{2}=\sum _{i=1}^{k}x_{i}^{2}=x_{1}^{2}+\ldots +x_{k}^{2}}
dove {\displaystyle x_{1},\ldots ,x_{k}} sono variabili aleatorie indipendenti con distribuzione normale standard {\displaystyle {\mathcal {N}}(0,1)}. Il parametro {\displaystyle k} è detto "numero di gradi di libertà".

## Storia
Ernst Abbe (1840-1905), un ottico, fu colui che scoprì la {\displaystyle \chi ^{2}} analizzando la sommatoria di variabili casuali normali standardizzate e indipendenti al quadrato, che produce una nuova variabile casuale, la {\displaystyle \chi ^{2}} appunto.

## Proprietà

### Somma
Per definizione, la somma di due variabili aleatorie indipendenti con distribuzioni {\displaystyle \chi ^{2}(m)} e {\displaystyle \chi ^{2}(n)} è una variabile aleatoria con distribuzione {\displaystyle \chi ^{2}(m+n)}:
{\displaystyle (x_{1}^{2}+\ldots +x_{m}^{2})+(x_{m+1}^{2}+\ldots +x_{m+n}^{2})=x_{1}^{2}+\ldots +x_{m+n}^{2}.}
Più in generale la somma di variabili aleatorie indipendenti con distribuzioni {\displaystyle \chi ^{2}(k_{1}),\ldots ,\chi ^{2}(k_{n}),} è una variabile aleatoria con distribuzione {\displaystyle \chi ^{2}(k_{1}+\ldots +k_{n}).}

### Caratteristiche
Una generalizzazione della distribuzione {\displaystyle \chi ^{2}} è la distribuzione Gamma: {\displaystyle \Gamma ({\tfrac {k}{2}},{\tfrac {1}{2}})=\chi ^{2}(k).}
In particolare una variabile aleatoria {\displaystyle x} con distribuzione {\displaystyle \chi ^{2}(k)} ha
- funzione di densità di probabilità data da

{\displaystyle f_{k}(x)={\frac {1}{2^{k/2}\Gamma (k/2)}}x^{k/2-1}e^{-x/2}\quad } per {\displaystyle x>0}
dove {\displaystyle \Gamma } indica la funzione Gamma, che assume i valori
{\displaystyle \Gamma (k/2)={\sqrt {\pi }}{\frac {(k-2)!!}{2^{(k-1)/2}}}\quad } per {\displaystyle k} dispari
{\displaystyle \Gamma (k/2)=(k/2-1)!\quad } per {\displaystyle k} pari
(i simboli {\displaystyle !} e {\displaystyle !!} indicano rispettivamente il fattoriale e il doppio fattoriale);
- funzione di ripartizione data da

{\displaystyle F_{k}(x)={\frac {1}{\Gamma (k/2)}}\gamma (k/2,x/2),}
dove {\displaystyle \gamma (s,x)=\int _{0}^{x}t^{s-1}e^{-t}dt}
- valore atteso: {\displaystyle \mathbb {E} [x]=k;}
- varianza: {\displaystyle \sigma ^{2}(x)=2k;}
- simmetria: {\displaystyle \gamma _{1}={\sqrt {8/k}};}
- curtosi: {\displaystyle \gamma _{2}={\frac {12}{k}};}
- moda: {\displaystyle \max\{0,k-2\}.}

### Limite centrale
Per il teorema centrale del limite la distribuzione {\displaystyle \chi ^{2}(k)} converge ad una distribuzione normale {\displaystyle {\mathcal {N}}} per {\displaystyle k} che tende all'infinito. Più precisamente, se {\displaystyle x(k)=x_{1}^{2}+\dots {}+x_{k}^{2}} segue la distribuzione {\displaystyle \chi ^{2}(k)}, allora la distribuzione di probabilità di
{\displaystyle {\frac {x(k)-k}{\sqrt {2k}}},}
tende a quella della normale standard {\displaystyle {\mathcal {N}}(0,1).}
Per avere una convergenza più rapida talvolta vengono considerate {\displaystyle {\sqrt {2x(k)^{2}}}} o {\displaystyle {\sqrt[{3}]{\frac {x(k)^{2}}{k}}}.}

## Generalizzazioni
La distribuzione χ2 è un caso particolare della legge Γ e ricade nella terza famiglia di distribuzioni di Pearson.
La distribuzione χ2 non centrale è data dalla somma dei quadrati di variabili aleatorie indipendenti {\displaystyle x_{1},\ldots ,x_{k}} aventi distribuzioni normali ridotte, ma non necessariamente centrate, {\displaystyle {\mathcal {N}}(\mu _{1},1),\ldots ,{\mathcal {N}}(\mu _{k},1)}:
{\displaystyle x^{2}=x_{1}^{2}+\ldots +x_{k}^{2}.}
Un'altra generalizzazione prevede di considerare una forma quadratica {\displaystyle V^{t}AV} sul vettore aleatorio {\displaystyle v=(x_{1},\ldots ,x_{k}).}

## Utilizzo in statistica
In statistica la distribuzione χ2 viene utilizzata per condurre il test di verifica d'ipotesi χ2 e per stimare una varianza, ed è legato alle distribuzioni di Student e di Fisher-Snedecor.
Il caso più comune è quello di variabili aleatorie indipendenti {\displaystyle x_{1},\ldots ,x_{n}} di distribuzione normale {\displaystyle {\mathcal {N}}(\mu ,\sigma )} e media {\displaystyle \textstyle {\bar {x}}={\frac {1}{n}}\sum _{i=1}^{n}x_{i}}, dove lo stimatore della varianza
{\displaystyle S_{n-1}^{2}={\frac {\sum _{i=1}^{n}(x_{i}-{\bar {x}})^{2}}{n-1}},}
segue la distribuzione
{\displaystyle {\frac {\sigma ^{2}}{n-1}}\chi ^{2}(n-1).}
Per valori di {\displaystyle k} superiori a 30 (o a 50) la distribuzione {\displaystyle \chi ^{2}} viene approssimata con una distribuzione normale.

## Tabella dei valori critici
La seguente tabella illustra alcuni valori critici più comunemente utilizzati. In corrispondenza dei valori {\displaystyle k} sulla riga e α sulla colonna si trova il valore critico {\displaystyle z_{\alpha }=F_{k}^{-1}(\alpha )}, ovvero il valore per il quale una variabile aleatoria {\displaystyle x^{2}} di distribuzione {\displaystyle \chi ^{2}(k)} verifica
{\displaystyle P(x^{2}<z_{\alpha })=\alpha .}
| k \ (1-α) | 0,001  | 0,002  | 0,005  | 0,01   | 0,02   | 0,05   | 0,1    | 0,2    | 0,5    | 0,75   | 0,8    | 0,9    | 0,95   | 0,98   | 0,99   | 0,995  | 0,998  | 0,999  |
| 1         | 0,000  | 0,000  | 0,000  | 0,000  | 0,001  | 0,004  | 0,016  | 0,064  | 0,455  | 1,323  | 1,642  | 2,706  | 3,841  | 5,412  | 6,635  | 7,879  | 9,550  | 10,828 |
| 2         | 0,002  | 0,004  | 0,010  | 0,020  | 0,040  | 0,103  | 0,211  | 0,446  | 1,386  | 2,773  | 3,219  | 4,605  | 5,991  | 7,824  | 9,210  | 10,597 | 12,429 | 13,816 |
| 3         | 0,024  | 0,039  | 0,072  | 0,115  | 0,185  | 0,352  | 0,584  | 1,005  | 2,366  | 4,108  | 4,642  | 6,251  | 7,815  | 9,837  | 11,345 | 12,838 | 14,796 | 16,266 |
| 4         | 0,091  | 0,129  | 0,207  | 0,297  | 0,429  | 0,711  | 1,064  | 1,649  | 3,357  | 5,385  | 5,989  | 7,779  | 9,488  | 11,668 | 13,277 | 14,860 | 16,924 | 18,467 |
| 5         | 0,210  | 0,280  | 0,412  | 0,554  | 0,752  | 1,145  | 1,610  | 2,343  | 4,351  | 6,626  | 7,289  | 9,236  | 11,070 | 13,388 | 15,086 | 16,750 | 18,907 | 20,515 |
| 6         | 0,381  | 0,486  | 0,676  | 0,872  | 1,134  | 1,635  | 2,204  | 3,070  | 5,348  | 7,841  | 8,558  | 10,645 | 12,592 | 15,033 | 16,812 | 18,548 | 20,791 | 22,458 |
| 7         | 0,598  | 0,741  | 0,989  | 1,239  | 1,564  | 2,167  | 2,833  | 3,822  | 6,346  | 9,037  | 9,803  | 12,017 | 14,067 | 16,622 | 18,475 | 20,278 | 22,601 | 24,322 |
| 8         | 0,857  | 1,038  | 1,344  | 1,646  | 2,032  | 2,733  | 3,490  | 4,594  | 7,344  | 10,219 | 11,030 | 13,362 | 15,507 | 18,168 | 20,090 | 21,955 | 24,352 | 26,124 |
| 9         | 1,152  | 1,370  | 1,735  | 2,088  | 2,532  | 3,325  | 4,168  | 5,380  | 8,343  | 11,389 | 12,242 | 14,684 | 16,919 | 19,679 | 21,666 | 23,589 | 26,056 | 27,877 |
| 10        | 1,479  | 1,734  | 2,156  | 2,558  | 3,059  | 3,940  | 4,865  | 6,179  | 9,342  | 12,549 | 13,442 | 15,987 | 18,307 | 21,161 | 23,209 | 25,188 | 27,722 | 29,588 |
| 11        | 1,834  | 2,126  | 2,603  | 3,053  | 3,609  | 4,575  | 5,578  | 6,989  | 10,341 | 13,701 | 14,631 | 17,275 | 19,675 | 22,618 | 24,725 | 26,757 | 29,354 | 31,264 |
| 12        | 2,214  | 2,543  | 3,074  | 3,571  | 4,178  | 5,226  | 6,304  | 7,807  | 11,340 | 14,845 | 15,812 | 18,549 | 21,026 | 24,054 | 26,217 | 28,300 | 30,957 | 32,909 |
| 13        | 2,617  | 2,982  | 3,565  | 4,107  | 4,765  | 5,892  | 7,042  | 8,634  | 12,340 | 15,984 | 16,985 | 19,812 | 22,362 | 25,472 | 27,688 | 29,819 | 32,535 | 34,528 |
| 14        | 3,041  | 3,440  | 4,075  | 4,660  | 5,368  | 6,571  | 7,790  | 9,467  | 13,339 | 17,117 | 18,151 | 21,064 | 23,685 | 26,873 | 29,141 | 31,319 | 34,091 | 36,123 |
| 15        | 3,483  | 3,916  | 4,601  | 5,229  | 5,985  | 7,261  | 8,547  | 10,307 | 14,339 | 18,245 | 19,311 | 22,307 | 24,996 | 28,259 | 30,578 | 32,801 | 35,628 | 37,697 |
| 16        | 3,942  | 4,408  | 5,142  | 5,812  | 6,614  | 7,962  | 9,312  | 11,152 | 15,338 | 19,369 | 20,465 | 23,542 | 26,296 | 29,633 | 32,000 | 34,267 | 37,146 | 39,252 |
| 17        | 4,416  | 4,915  | 5,697  | 6,408  | 7,255  | 8,672  | 10,085 | 12,002 | 16,338 | 20,489 | 21,615 | 24,769 | 27,587 | 30,995 | 33,409 | 35,718 | 38,648 | 40,790 |
| 18        | 4,905  | 5,436  | 6,265  | 7,015  | 7,906  | 9,390  | 10,865 | 12,857 | 17,338 | 21,605 | 22,760 | 25,989 | 28,869 | 32,346 | 34,805 | 37,156 | 40,136 | 42,312 |
| 19        | 5,407  | 5,969  | 6,844  | 7,633  | 8,567  | 10,117 | 11,651 | 13,716 | 18,338 | 22,718 | 23,900 | 27,204 | 30,144 | 33,687 | 36,191 | 38,582 | 41,610 | 43,820 |
| 20        | 5,921  | 6,514  | 7,434  | 8,260  | 9,237  | 10,851 | 12,443 | 14,578 | 19,337 | 23,828 | 25,038 | 28,412 | 31,410 | 35,020 | 37,566 | 39,997 | 43,072 | 45,315 |
| 21        | 6,447  | 7,070  | 8,034  | 8,897  | 9,915  | 11,591 | 13,240 | 15,445 | 20,337 | 24,935 | 26,171 | 29,615 | 32,671 | 36,343 | 38,932 | 41,401 | 44,522 | 46,797 |
| 22        | 6,983  | 7,636  | 8,643  | 9,542  | 10,600 | 12,338 | 14,041 | 16,314 | 21,337 | 26,039 | 27,301 | 30,813 | 33,924 | 37,659 | 40,289 | 42,796 | 45,962 | 48,268 |
| 23        | 7,529  | 8,212  | 9,260  | 10,196 | 11,293 | 13,091 | 14,848 | 17,187 | 22,337 | 27,141 | 28,429 | 32,007 | 35,172 | 38,968 | 41,638 | 44,181 | 47,391 | 49,728 |
| 24        | 8,085  | 8,796  | 9,886  | 10,856 | 11,992 | 13,848 | 15,659 | 18,062 | 23,337 | 28,241 | 29,553 | 33,196 | 36,415 | 40,270 | 42,980 | 45,559 | 48,812 | 51,179 |
| 25        | 8,649  | 9,389  | 10,520 | 11,524 | 12,697 | 14,611 | 16,473 | 18,940 | 24,337 | 29,339 | 30,675 | 34,382 | 37,652 | 41,566 | 44,314 | 46,928 | 50,223 | 52,620 |
| 26        | 9,222  | 9,989  | 11,160 | 12,198 | 13,409 | 15,379 | 17,292 | 19,820 | 25,336 | 30,435 | 31,795 | 35,563 | 38,885 | 42,856 | 45,642 | 48,290 | 51,627 | 54,052 |
| 27        | 9,803  | 10,597 | 11,808 | 12,879 | 14,125 | 16,151 | 18,114 | 20,703 | 26,336 | 31,528 | 32,912 | 36,741 | 40,113 | 44,140 | 46,963 | 49,645 | 53,023 | 55,476 |
| 28        | 10,391 | 11,212 | 12,461 | 13,565 | 14,847 | 16,928 | 18,939 | 21,588 | 27,336 | 32,620 | 34,027 | 37,916 | 41,337 | 45,419 | 48,278 | 50,993 | 54,411 | 56,892 |
| 29        | 10,986 | 11,833 | 13,121 | 14,256 | 15,574 | 17,708 | 19,768 | 22,475 | 28,336 | 33,711 | 35,139 | 39,087 | 42,557 | 46,693 | 49,588 | 52,336 | 55,792 | 58,301 |
| 30        | 11,588 | 12,461 | 13,787 | 14,953 | 16,306 | 18,493 | 20,599 | 23,364 | 29,336 | 34,800 | 36,250 | 40,256 | 43,773 | 47,962 | 50,892 | 53,672 | 57,167 | 59,703 |
| 35        | 14,688 | 15,686 | 17,192 | 18,509 | 20,027 | 22,465 | 24,797 | 27,836 | 34,336 | 40,223 | 41,778 | 46,059 | 49,802 | 54,244 | 57,342 | 60,275 | 63,955 | 66,619 |
| 40        | 17,916 | 19,032 | 20,707 | 22,164 | 23,838 | 26,509 | 29,051 | 32,345 | 39,335 | 45,616 | 47,269 | 51,805 | 55,758 | 60,436 | 63,691 | 66,766 | 70,618 | 73,402 |
| 45        | 21,251 | 22,477 | 24,311 | 25,901 | 27,720 | 30,612 | 33,350 | 36,884 | 44,335 | 50,985 | 52,729 | 57,505 | 61,656 | 66,555 | 69,957 | 73,166 | 77,179 | 80,077 |
| 50        | 24,674 | 26,006 | 27,991 | 29,707 | 31,664 | 34,764 | 37,689 | 41,449 | 49,335 | 56,334 | 58,164 | 63,167 | 67,505 | 72,613 | 76,154 | 79,490 | 83,657 | 86,661 |

## Derivazione

### Derivazione della funzione di densità per un grado di libertà
Sia Y = X2, dove X è una variabile casuale normalmente distribuita con media nulla e varianza unitaria (X ~ N(0,1)).
Allora, se {\displaystyle y<0,~P(Y<y)=0}, mentre, se {\displaystyle y\geq 0,~P(Y<y)=P(X^{2}<y)=P(|X|<{\sqrt {y}})=F_{X}({\sqrt {y}})-F_{X}(-{\sqrt {y}})}.
{\displaystyle {\begin{aligned}f_{Y}(y)&=f_{X}({\sqrt {y}}){\frac {\partial ({\sqrt {y}})}{\partial y}}-f_{X}(-{\sqrt {y}}){\frac {\partial (-{\sqrt {y}})}{\partial y}}\\&={\frac {1}{\sqrt {2\pi }}}{\frac {1}{2y^{1/2}}}e^{-{\frac {y}{2}}}+{\frac {1}{\sqrt {2\pi }}}{\frac {1}{2y^{1/2}}}e^{-{\frac {y}{2}}}\\&={\frac {1}{\sqrt {2\pi }}}{\frac {1}{y^{1/2}}}e^{-{\frac {y}{2}}}\\&={\frac {1}{2^{\frac {1}{2}}\Gamma ({\frac {1}{2}})}}y^{{\frac {1}{2}}-1}e^{-{\frac {y}{2}}}\end{aligned}}}
dove {\displaystyle F} e {\displaystyle f} sono, rispettivamente, la funzione di probabilità cumulata e la funzione di densità.
Si ha quindi: {\displaystyle Y=X^{2}\sim \chi _{1}^{2}}.

### Derivazione della funzione di densità per due gradi di libertà
È possibile derivare la distribuzione con 2 gradi di libertà partendo da quella con un grado.
Siano {\displaystyle x} e {\displaystyle y} due variabili casuali indipendenti tali che {\displaystyle x\sim \chi _{1}^{2}} e {\displaystyle y\sim \chi _{1}^{2}}.
Dall'assunto di indipendenza segue che la loro funzione di probabilità congiunta è: 
{\displaystyle f_{xy}(x,y)=f_{x}(x)f_{y}(y)={\frac {1}{2\Gamma ({\frac {1}{2}})^{2}}}(xy)^{-{\frac {1}{2}}}e^{-{\frac {x+y}{2}}}={\frac {1}{2\pi }}(xy)^{-{\frac {1}{2}}}e^{-{\frac {x+y}{2}}}.}
Siano {\displaystyle A=xy} e {\displaystyle B=x+y}, abbiamo che:
{\displaystyle x={\frac {B+{\sqrt {B^{2}-4A}}}{2}}}
{\displaystyle y={\frac {B-{\sqrt {B^{2}-4A}}}{2}}}
o
{\displaystyle x={\frac {B-{\sqrt {B^{2}-4A}}}{2}}}
{\displaystyle y={\frac {B+{\sqrt {B^{2}-4A}}}{2}}}
Data la simmetria, possiamo prendere la prima coppia di soluzioni e moltiplicare il risultato per 2.
Lo jacobiano è:
{\displaystyle {\begin{vmatrix}-(B^{2}-4A)^{-{\frac {1}{2}}}&{\frac {1+B(B^{2}-4A)^{-{\frac {1}{2}}}}{2}}\\(B^{2}-4A)^{-{\frac {1}{2}}}&{\frac {1-B(B^{2}-4A)^{-{\frac {1}{2}}}}{2}}\\\end{vmatrix}}=(B^{2}-4A)^{-{\frac {1}{2}}}}
Possiamo quindi passare da {\displaystyle f(x,y)} a {\displaystyle f(A,B)}:
{\displaystyle f_{AB}(A,B)=2\times {\frac {1}{2\pi }}A^{-{\frac {1}{2}}}e^{-{\frac {B}{2}}}(B^{2}-4A)^{-{\frac {1}{2}}}}
La distribuzione marginale di {\displaystyle B=x+y} è quindi:
{\displaystyle f_{B}(B)=2\times {\frac {e^{-{\frac {B}{2}}}}{2\pi }}\int _{0}^{\frac {B^{2}}{4}}A^{-{\frac {1}{2}}}(B^{2}-4A)^{-{\frac {1}{2}}}dA}
Ponendo {\displaystyle A={\frac {B^{2}}{4}}\sin ^{2}(t)}, l'equazione diventa:
{\displaystyle f_{B}(B)=2\times {\frac {e^{-{\frac {B}{2}}}}{2\pi }}\int _{0}^{\frac {\pi }{2}}dt}
da cui:
{\displaystyle f_{B}(B)={\frac {e^{-{\frac {B}{2}}}}{2}}={\frac {1}{2\Gamma (1)}}B^{{\frac {2}{2}}-1}e^{-{\frac {B}{2}}}}

### Derivazione della funzione di densità perkgradi di libertà
Un campione di {\displaystyle k} realizzazioni {\displaystyle x_{i}} di una variabile normale standard è rappresentabile come un punto in uno spazio k-dimensionale. La distribuzione della somma dei quadrati sarà:
{\displaystyle P(Q)dQ=\int _{\Gamma }\prod _{i=1}^{k}N(x_{i})\,dx_{i}=\int _{\Gamma }{\frac {e^{-(x_{1}^{2}+x_{2}^{2}+\ldots +x_{k}^{2})/2}}{(2\pi )^{k/2}}}\,dx_{1}dx_{2}\ldots dx_{k}}
dove {\displaystyle N(x)} è la funzione di densità di una distribuzione normale standard e {\displaystyle \Gamma } è una superficie {\displaystyle (k-1)}-dimensionale nello spazio {\displaystyle k}-dimensionale per cui vale:
{\displaystyle Q=\sum _{i=1}^{k}x_{i}^{2}.}
Tale superficie è una sfera {\displaystyle k-1} dimensionale con raggio {\displaystyle R={\sqrt {Q}}}.
Poiché {\displaystyle Q} è costante, può essere portato fuori dall'integrale:
{\displaystyle P(Q)dQ={\frac {e^{-Q/2}}{(2\pi )^{k/2}}}\int _{\Gamma }dx_{1}dx_{2}\ldots dx_{k}}
L'integrale non è altro che l'area {\displaystyle A} della sfera moltiplicata per lo spessore infinitesimo della stessa, ovvero: 
{\displaystyle dR={\frac {dQ}{2Q^{1/2}}}.}
{\displaystyle A={\frac {kR^{k-1}\pi ^{k/2}}{\Gamma (k/2+1)}}}
Sostituendo, notando che {\displaystyle \Gamma (z+1)=z\Gamma (z)}, e semplificando otteniamo infine:
{\displaystyle P(Q)dQ={\frac {e^{-Q/2}}{(2\pi )^{k/2}}}A\,dR={\frac {1}{2^{k/2}\Gamma (k/2)}}Q^{k/2-1}e^{-Q/2}\,dQ}
da cui:
{\displaystyle P(Q)={\frac {1}{2^{k/2}\Gamma (k/2)}}Q^{k/2-1}e^{-Q/2}.}